# Florin néerlandais
 (janvier 2023).
Si vous disposez d'ouvrages ou d'articles de référence ou si vous connaissez des sites web de qualité traitant du thème abordé ici, merci de compléter l'article en donnant les références utiles à sa vérifiabilité et en les liant à la section « Notes et références ».
Le florin néerlandais (en néerlandais : gulden, prononcé : /ˈɣɵldə(n)/, symbole : ƒ, code ISO : NLG) est l'ancienne unité monétaire officielle des Pays-Bas, de 1816 à 2002, date de son remplacement par l'euro.

## Histoire du florin néerlandais

### Leguldenavant 1816
Les Pays-Bas bourguignons frappent différents types de gulden d'or entre 1384 et 1556 : divisé en 20 stuivers d'argent, le poids de cette monnaie équivaut au fiorino d'oro de Florence soit 3,4 g. Les deux régions commercent activement. Le fiorino est largement accepté à travers l'Europe et les Pays-Bas produisent le (nl) gulden florijn, abrégé en gulden. L'abréviation usuelle était fl. ou ƒ. 
Il en sera de même avec les Pays-Bas espagnols entre 1556 et 1713. Selon les régions, le stuiver prend le nom de sol. Les Provinces-Unies s'affranchissent dès 1579, et frappent également des florins en or divisé en 20 stuivers ou en 160 duits. Le régime monétaire change durant l'intégration de cette région à la France entre 1807 et 1814, avec une brève période durant laquelle circule le franc français.
Les Pays-Bas firent frapper de nombreux rixdale ((nl) rijksdaalder), qui était l'équivalent du thaler et de la pièce de huit réaux espagnol, mais il pesait 28,1 g, soit moins que ces dernières. Le rixdale d'argent s'échangeait en interne selon le cours contre 50 stuivers. Ce fut surtout une monnaie de négoce international.

### Leguldendepuis 1816
Le florin — (nl) nederlandse gulden — est devenu l'unité monétaire du royaume uni des Pays-Bas par la loi du 28 septembre 1816, après la chute de l'empire de Napoléon. C'est une monnaie décimalisée, 1 florin = 100 cents. Ce n'est plus une monnaie en or, mais en argent : une pièce de 1 florin se compose de 10,766 g d'argent à 893 millièmes. Le titrage va évoluer à 10 g d'argent à 945 millièmes dès 1840 et se maintenir jusqu'en 1914. Le gouvernement opère ainsi, en vue de protéger la valeur du florin. Il décida aussi de faire frapper la mention « God zij met ons » (Dieu soit avec nous) sur le listel de la pièce. Jusqu’à la révolution belge (1831) qui entraîne la perte du sud des Pays-Bas, la monnaie était frappée dans deux ateliers du royaume : Utrecht et Bruxelles. Le florin circule dans le grand-duché du Luxembourg jusqu'en 1854. Au cours du long règne de la reine Wilhelmine, le portrait de la souveraine évolua au fur et à mesure des années.
On trouve des pièces de ½, 1, 2½ cents en bronze, de 5, 10, 25 cents en argent, de ½, 1 et 2½ florins en argent, et de 5 et 10 florins en or. En 1907 est frappée la première pièce de 5 cents en cupronickel. Les dernières pièces en or circulantes sont frappées en 1933. Le titrage des pièces en argent est abaissé à 720 millièmes à partir de 1921. La frappe des pièces en argent est suspendue en 1940 du fait de la Seconde Guerre mondiale, et l'administration allemande n'autorise la frappe que de quelques valeurs (1, 2½, 5, 10, et 25 cents), en zinc.
Durant la guerre, le gouvernement néerlandais en exil fit frapper plus de 560 millions de pièces en bronze, cupronickel et argent par la Monnaie des États-Unis, pièces destinées aux colonies néerlandaises. En 1948, les pièces subdivisionnaires en argent furent remplacées par des pièces en nickel. Le florin en argent ne réapparaît qu'en 1954 puis disparaît en 1967 au profit du nickel (comme dans la plupart des pays occidentaux).
Toutes les pièces et billets des Pays-Bas ont un surnom :
- 1/2 cent : oortje (comme le danois : öre)
- 5 cent : stuiver
- 10 cent : dubbeltje
- 25 cent : kwartje
- 1 florin : gulden, piek
- 2,50 florins : rijksdaalder, knaak
- 5 florins : vijfje
- 10 florins : tientje, joet
- 25 florins : geeltje
- 50 florins : zonnebloem
- 100 florins : honderdje, meier, snip
- 250 florins : vuurtoren
- 1 000 florins : rooie rug
- 100 000 florins : ton (le poids équivalent en argent métal était approximativement de 1 000 kg à l'époque)